# Patrick Clement
Patrick Clement es un deportista francés que compitió en judo. Ganó cuatro medallas en el Campeonato Europeo de Judo entre los años 1965 y 1971.

## Palmarés internacional
| Campeonato Europeo | Campeonato Europeo  | Campeonato Europeo | Campeonato Europeo |
| Año                | Lugar               | Medalla            | Categoría          |
| ------------------ | ------------------- | ------------------ | ------------------ |
| 1965               | Madrid (España)     | Medalla de plata   | –80 kg             |
| 1967               | Roma (Italia)       | Medalla de bronce  | –80 kg             |
| 1968               | Lausana (Suiza)     | Medalla de plata   | –80 kg             |
| 1971               | Gotemburgo (Suecia) | Medalla de bronce  | –80 kg             |